# Chiesa di Santa Giuliana (Tizzano Val Parma)
La chiesa di Santa Giuliana, nota anche come pieve di Moragnano, è un luogo di culto cattolico dalle forme romaniche e barocche situato in via Bruno Bocconi a Moragnano, frazione di Tizzano Val Parma, in provincia e diocesi di Parma; appartiene al gruppo delle pievi parmensi; è sussidiaria della parrocchiale di Santa Giuliana di Lagrimone e fa parte della zona pastorale della Montagna.

## Storia
Il luogo di culto fu innalzato lungo la via del sale in età medievale, forse già nel IX o X secolo. Un'incisione conservata nell'edificio dimostra che la struttura era stata eretta sicuramente prima del 1100, ma il più antico documento scritto che testimoni la sua esistenza risale al 1230, quando la Capelle de Moragnano fu menzionata nel Capitulum seu Rotulus Decimarum della diocesi di Parma tra le dipendenze della pieve di Sasso.
Il piccolo edificio con abside semicircolare fu ampliato nel 1340 ed entro il 1354 gli fu unita la cappella di Madurera. Nel 1494 fu menzionata per la prima volta l'intitolazione a santa Giuliana.
Nel 1564 la chiesa fu elevata a sede parrocchiale autonoma, alla quale fu in seguito unita la cappella di Santa Maria della Neve di Rusino. Nel corso del XVI secolo l'edificio fu inoltre modificato con l'aggiunta del porticato d'ingresso con funzioni di riparo per i fedeli e i pellegrini di passaggio.
Altri lavori furono eseguiti tra il 1626 e il 1658, quando furono innalzati il campanile e le cappelle laterali, mentre gli interni furono ristrutturati in stile barocco con la realizzazione delle volte a botte lunettate, degli intonaci e degli stucchi.
Nel frattempo, nel 1645 la chiesa di Madurera fu eretta a sede parrocchiale autonoma, mentre quella di Rusino si separò soltanto nel 1692.
In epoca successiva fu costruita la canonica a nord della navata.
Nel corso della seconda guerra mondiale, l'edificio fu profondamente danneggiato; nel dopoguerra il luogo di culto fu sottoposto a interventi di riparazione e restauro; altri lavori furono eseguiti tra il 1970 e il 1980, quando fu rifatta la pavimentazione interna.
Tra il 2007 e il 2009 la pieve fu restaurata sia internamente sia esternamente.

## Descrizione

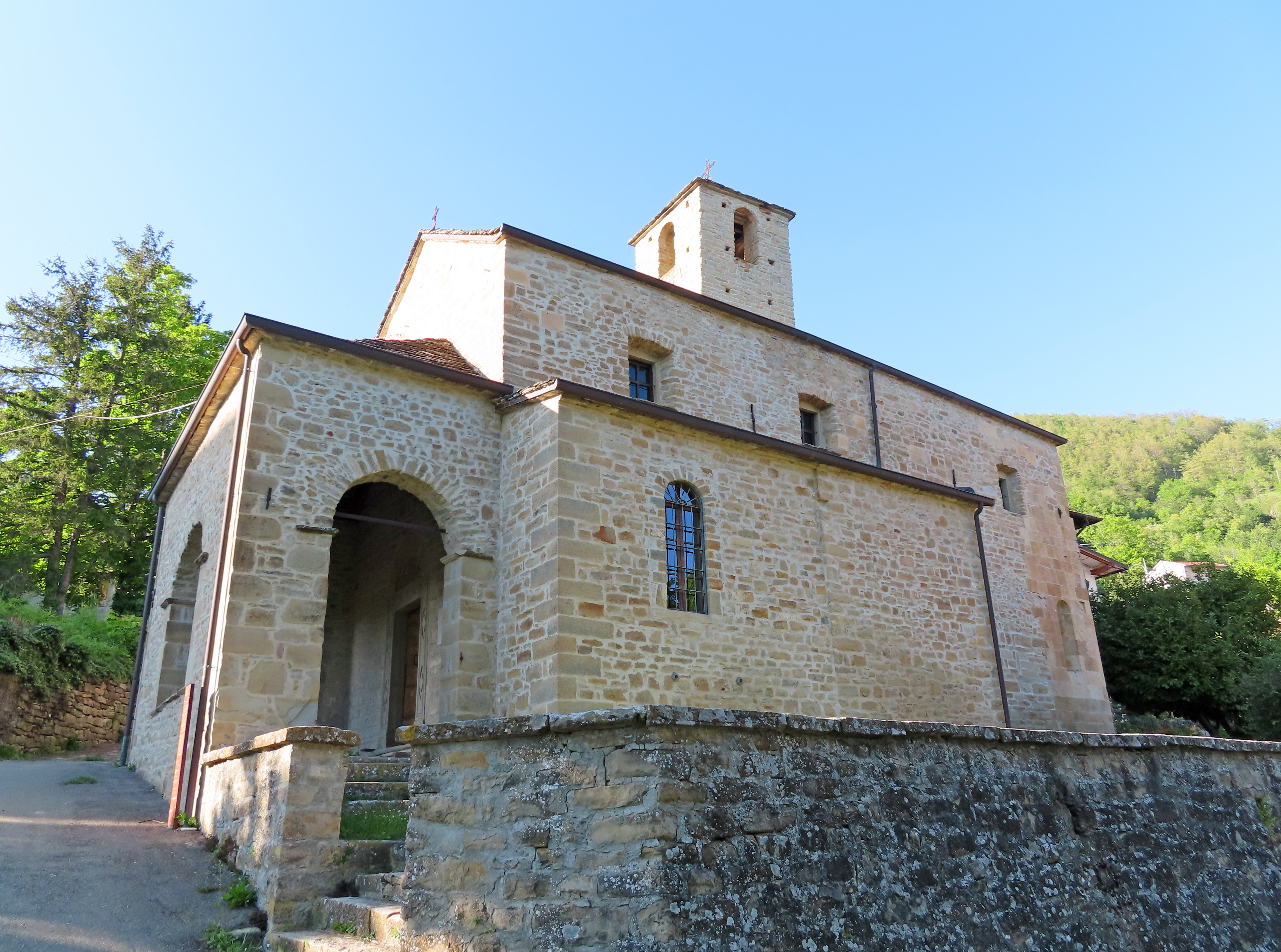
Lato sud

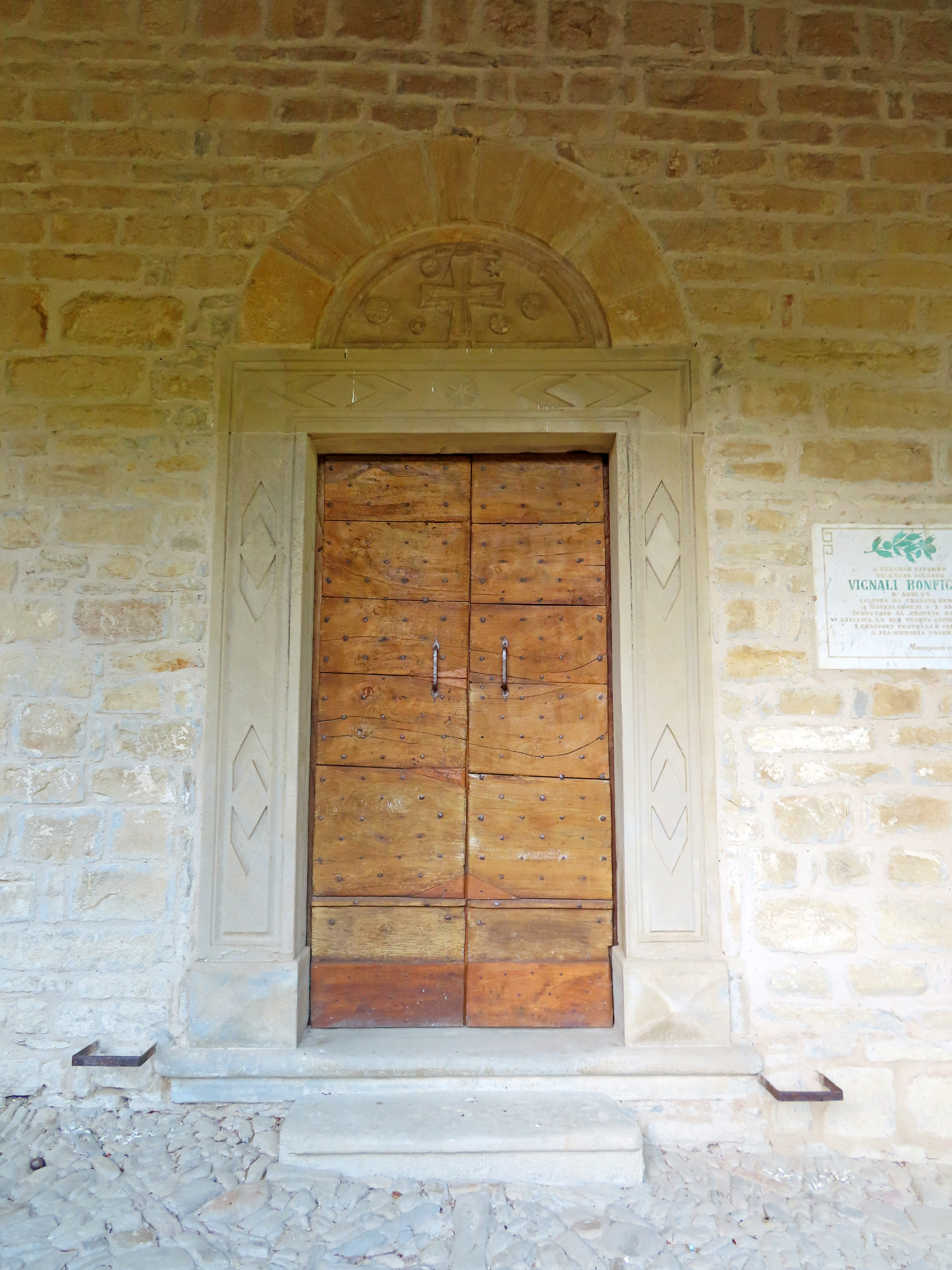
Portale d'ingresso principale

La chiesa si sviluppa su un impianto a navata unica affiancata da due cappelle sulla destra e una sulla sinistra, con ingresso a ovest e presbiterio absidato a est; dal lato nord aggetta anche la canonica.
La romanica facciata a capanna, interamente rivestita in conci irregolari di arenaria come gran parte dell'edificio, è preceduta da un massiccio esonartece coperto da un tetto in lastre d'ardesia, con due accessi sui lati e una grande apertura ad arco a tutto sesto al centro; all'interno, il portale d'ingresso è delimitato da blocchi squadrati di pietra e coronato da una lunetta decorata con un bassorilievo romanico, raffigurante una croce greca tra alcuni motivi geometrici e floreali.
Il fianco sud, da cui aggettano due cappelle laterali, presenta lo stesso rivestimento del prospetto anteriore, a eccezione della porzione prossima al presbiterio, appartenente all'edificio originario, ove la muratura è costituita da conci squadrati di arenaria; nel mezzo è collocato il portale d'ingresso secondario di reimpiego datato 1274, coronato da una lunetta contenente una croce greca in rilievo, mentre all'estrema destra si apre un'alta monofora strombata.
Dal lato opposto aggetta la canonica con paramento parzialmente intonacato. Dal centro dell'edificio emerge il semplice campanile seicentesco in pietra, la cui cella campanaria si affaccia sulle quattro fronti attraverso aperture ad arco a tutto sesto.

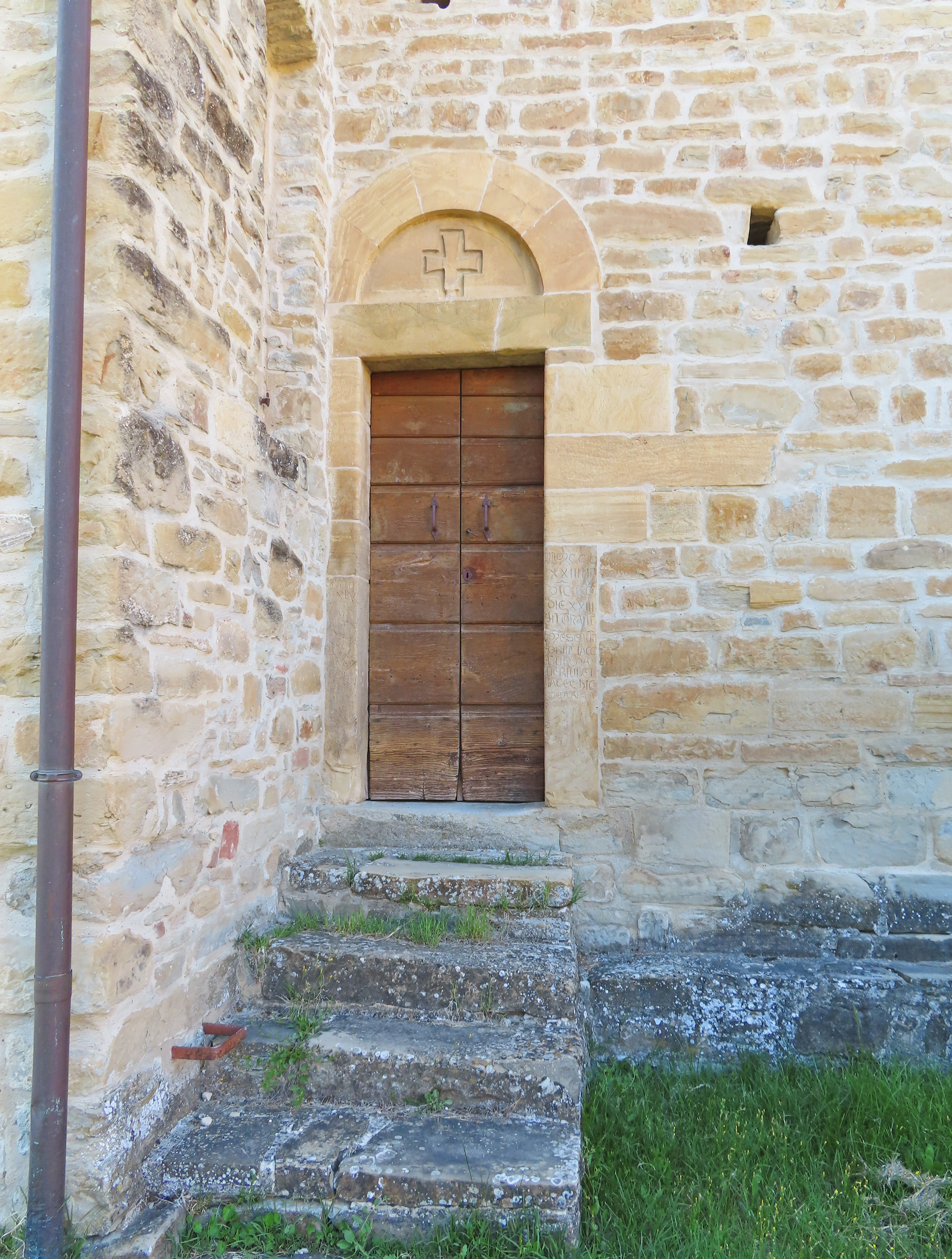
Portale d'ingresso secondario

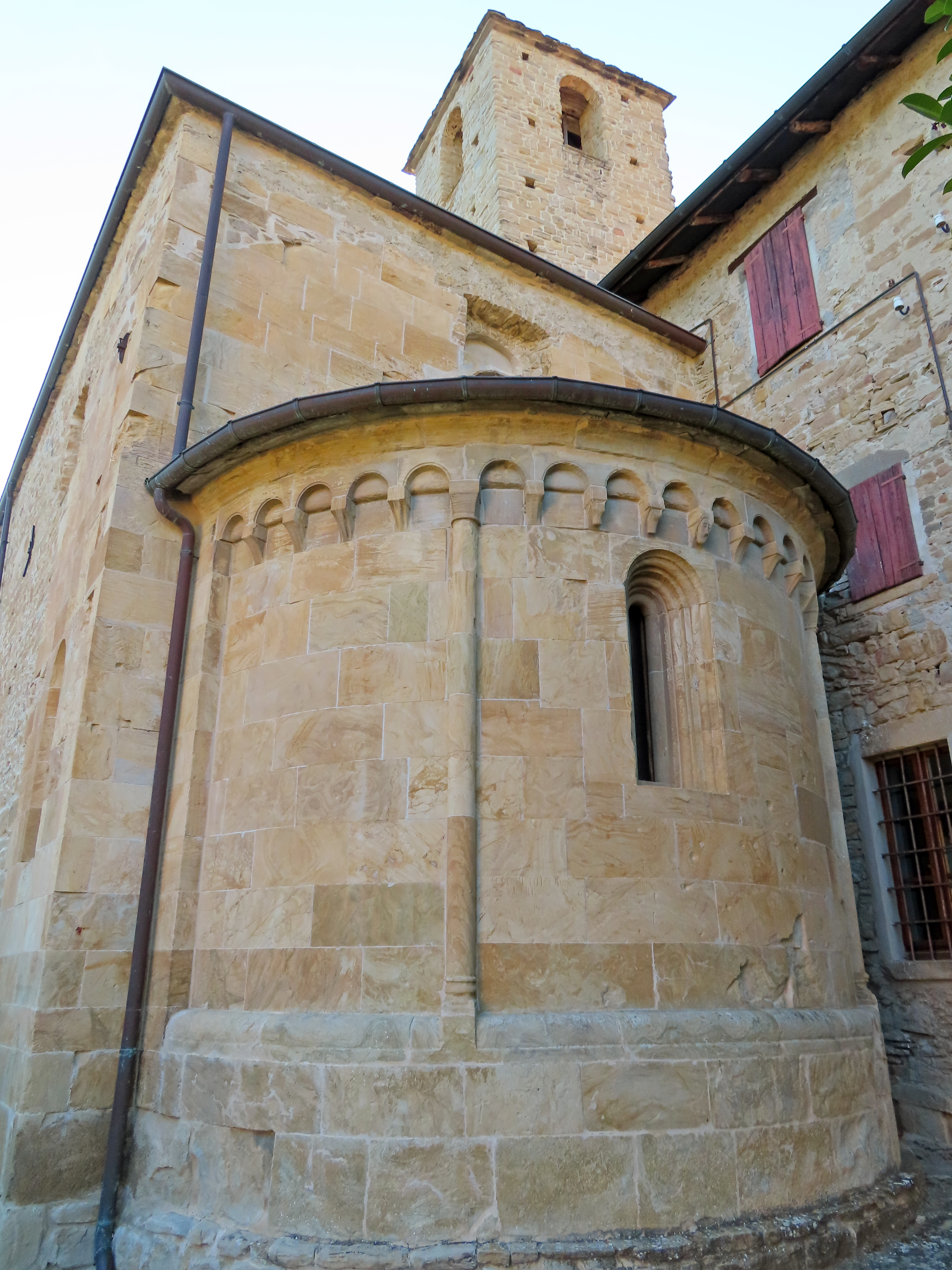
Abside e campanile

L'abside semicircolare del XII secolo, rivestita in blocchi squadrati di arenaria, è decorata sopra all'alto basamento da due sottili colonnine coronate da capitelli e da una fascia di coronamento ad archetti pensili retti da mensoline, in parte scolpite; al centro si apre un'alta monofora strombata arricchita da colonnine.
All'interno la navata intonacata barocca, coperta da una volta a botte lunettata, è scandita lateralmente da una serie di lesene coronate da capitelli corinzi, a sostegno della trabeazione perimetrale in aggetto; le due cappelle laterali contrapposte sono ornate da cornici modanate, a differenza della più semplice cappella alla destra dell'ingresso principale. L'antico architrave in pietra dell'accesso alla sagrestia è scolpito con un bassorilievo, rappresentante una croce e un uomo, di dubbia interpretazione.
Il presbiterio, lievemente sopraelevato, è preceduto dall'arco trionfale a tutto sesto; l'ambiente, coperto da una volta a botte lunettata, accoglie l'altare maggiore a mensa in blocchi di pietra, aggiunto tra il 1970 e il 1980; la parete di fondo, l'abside e il catino, risalenti al XII secolo, sono rivestiti in blocchi squadrati di arenaria.
La chiesa conserva alcune opere di pregio, tra cui un olio raffigurante San Luigi Gonzaga, eseguito da Pietro Melchiorre Ferrari nella seconda metà del XVIII secolo, un dipinto seicentesco rappresentante San Gaetano, un paliotto settecentesco in scagliola, un'acquasantiera quattrocentesca in pietra, due busti marmorei cinquecenteschi, una croce astile bronzea del XVI secolo e un confessionale ligneo del XVII secolo.

### Graffiti
I blocchi squadrati in pietra della porzione più antica dell'edificio sono coperti all'interno e all'esterno da circa 2000 graffiti, raffiguranti disegni stilizzati e scritte, di grande interesse testimoniale.
Le incisioni sono suddivisibili in due gruppi distinti; le più antiche, risalenti al XII, XIII e XIV secolo, sono costituite prevalentemente da simboli sacri tipici dell'arte medievale, realizzati dai pellegrini che frequentarono la chiesa nei primi secoli della sua esistenza; le più recenti, risalenti al XV, XVI e XVII secolo, sono invece rappresentate da iscrizioni legate a eventi straordinari e decessi, eseguite dagli abitanti di Moragnano.